# Conus guyanensis
Conus guyanensis é uma espécie de gastrópode do gênero Conus, pertencente à família Conidae.